# Paraxenisthmus
Paraxenisthmus is een geslacht van straalvinnige vissen uit de familie van grondels (Xenisthmidae).

## Soorten
- Paraxenisthmus cerberusi Winterbottom & Gill, 2006
- Paraxenisthmus springeri Gill & Hoese, 1993